# Balantiopteryx io
Balantiopteryx io (Thomas, 1904) è un pipistrello della famiglia dei Emballonuridi diffuso nell'America centrale.

## Descrizione

### Dimensioni
Pipistrello di piccole dimensioni, con la lunghezza della testa e del corpo tra 38 e 44 mm, la lunghezza dell'avambraccio tra 36 e 40 mm, la lunghezza della coda tra 8,0 e 18 mm, la lunghezza del piede tra 7 e 8 mm, la lunghezza delle orecchie tra 10 e 13 mm e un peso fino a 4 g.

### Aspetto
Le parti dorsali variano dal marrone scuro al nerastro, mentre le parti ventrali sono bruno-grigiastre. Il muso è appuntito. Le labbra sono lisce, con quella superiore leggermente protuberante. Le orecchie sono relativamente piccole, separate e leggermente arrotondate. Le membrane alari sono nere e attaccate posteriormente lungo le anche. Sono presenti delle sacche ghiandolari sulla superficie dorsale davanti al gomito e con l'apertura rivolta verso il corpo. La coda è corta e perfora a circa metà della sua lunghezza la superficie dorsale dell'uropatagio.

### Ecolocazione
Emette ultrasuoni ad alto ciclo di lavoro sotto forma di impulsi di breve durata e banda stretta a frequenza iniziale di 47,9-51,6&kHz, finale a 44,1-48,1&kHz e massima energia a 46,5-51,2&kHz. Questa configurazione è presente nei pipistrelli che catturano le prede nella densa vegetazione.

## Biologia

### Comportamento
Si rifugia all'interno di cave calcaree in gruppi di 50 individui o più, ampiamente separati l'uno dall'altro. L'attività predatoria inizia dopo il tramonto, più tardi rispetto alle altre specie.

### Alimentazione
Si nutre di insetti.

### Riproduzione
Femmine gravide sono state osservate tra marzo e luglio.

## Distribuzione e habitat
Questa specie è diffusa lungo il versante atlantico messicano dagli stati di Veracruz e Oaxaca fino al Guatemala centrale e orientale e nel Belize.
Vive nelle foreste sempreverdi e semi-decidue fino a 500 metri di altitudine.

## Conservazione
La IUCN Red List, sebbene sia ampiamente diffusa il suo habitat è altamente fragile e ridotto del 30% negli ultimi 10 anni, classifica B.io come specie vulnerabile (VU).